# Pic Negre d'Urgell
El Pic Negre d'Urgell o Pic Negre de Claror amb una altitud de 2.643 m està situat als Pirineus fent frontera entre Andorra i Espanya.